# Karim Sow
Abdou Karim Sow (* 22. Mai 2003 in Payerne) ist ein Schweizer Fussballspieler.

## Karriere

### Verein
Nachdem Sow beim FC Estavayer-le-Lac mit dem Fussballspielen begonnen hatte, wechselte er 2016 ins Team AFF-FFV, dem Nachwuchsförderungszentrum des Freiburger Fussballverbands AFF/FFV. 2019 kam er in die Juniorenabteilung des BSC Young Boys, die im Juniorenbereich eng mit dem AFF/FFV zusammenarbeitet. Im März 2021 schloss er sich dem FC Lausanne-Sport an. Der Innenverteidiger wurde zunächst in der Nachwuchsauswahl Team Vaud eingesetzt. Bis Saisonende absolvierte er zwei Spiele in der viertklassigen 1. Liga, bevor die Spielzeit aufgrund der COVID-19-Pandemie vorzeitig beendet wurde. Im Sommer 2021 wurde er in das Kader der Profimannschaft befördert und gab am 22. August desselben Jahres beim 2:2-Remis gegen den FC Basel sein Debüt in der erstklassigen Super League. Insgesamt kam er in der Saison 2021/22 auf 13 Erstliga-Einsätze. Am Saisonende stieg er mit der Mannschaft in die Challenge League ab, wo in der darauffolgenden Spielzeit 2022/23 der direkte Wiederaufstieg erreicht werden konnte. Sow selbst spielte dabei jedoch nur in sieben Partien. Nach dem Aufstieg wurde er für die anschliessende Saison 2023/24 an den Zweitligisten Stade Nyonnais verliehen.

### Nationalmannschaft
Sow spielte im September 2021 erstmals für die Schweizer U19-Nationalmannschaft und kam dort bis November desselben Jahres in insgesamt sieben Spielen zum Einsatz. Von März bis September 2022 bestritt er drei weitere Länderspiele mit der U20-Auswahl.